# Uncial 087
Uncial 087 (numeração de Gregory-Aland), ε 27 (von Soden), é um manuscrito uncial grego do Novo Testamento. A paleografia data o codex para o século 6.

## Descoberta
Codex contém o texto dos Evangelho de Mateus (1,23-2,2; 19,3-8; 21,19-24) Evangelho de João (18,29-35) em 3 folhas de pergaminho (34 x 26). O texto está escrito com uma colunas por página, contendo 18 linhas cada.
O texto grego desse códice é um representante do Texto-tipo Alexandrino. Aland colocou-o na Categoria II.
Actualmente acha-se no Biblioteca Nacional Russa (Gr. 12,278) em São Petersburgo.
Ele pertenceu ao mesmo códex que Uncial 092b. Ele contém Evangelho de Marcos 12,32-37, e está atualmente localizado no Mosteiro Ortodoxo de Santa Catarina (Sinai Harris 11, 1 f.).